# Tephritomyia sericea
Tephritomyia sericea är en tvåvingeart som beskrevs av Munro 1957. Tephritomyia sericea ingår i släktet Tephritomyia och familjen borrflugor.
Artens utbredningsområde är Sudan. Inga underarter finns listade i Catalogue of Life.